# Андре Жардін
Андре Жардін (порт. André Jardine, нар. 8 вересня 1979, Порту-Алегрі) — бразильський футбольний тренер. Привів збірну Бразилії U-23 до олімпійського чемпіонства у 2021 році.

## Кар'єра тренера
Народився 8 вересня 1979 року в місті Порту-Алегрі. Вихованець футбольної школи клубу «Греміо», втім на дорослому рівні у футбол так ніколи і не грав.
Натомість Жардін закінчив Федеральний університет Ріу-Гранді-ду-Сул за спеціальністю фізичної культури, після чого 2003 року очолив юнацьку команду «Інтернасьйонал» U-10 і пропрацював з нею по 2013 рік, довівши до U-20.
24 вересня 2013 року він повернувся до «Греміо» і був призначений тренером юнацької команди до 17 років. 27 липня 2014 року, після звільнення Ендерсона Морейри, Жардін став тимчасовим головним тренером клубу, провівши у цьому статусі лише один матч (поразка 1:2 від «Віторії»), після чого увійшов у тренерський штаб нового головного тренера Луїса Феліпе Сколарі.
У лютому 2015 року Жардін перейшов у «Сан-Паулу», де очолив молодіжну команду U20, з якою працював до 2018 року. За цей час також недовго двічі (у 2016 та 2018 роках) був в.о. головного тренера клубу, а 2017 року тренував команду U-23. У березні 2018 року Андре став асистентом нового головного тренера клубу Дієго Агірре, а після його звільнення 11 листопада 2018 року Жардін був призначений виконуючим обов'язки головного тренера до кінця сезону. По завершенні сезону, 25 листопада 2018 року, Жардіна призначили повноцінним головним тренером на сезон 2019 року. Однак вже 14 лютого Андре Жардін був звільнений.
3 квітня 2019 року Жардін очолив молодіжну збірну Бразилії до 20 років, замінивши звільненого Карлоса Амадеу, а пізніше того ж року паралельно став тренувати і олімпійську збірну Бразилії до 23 років, замінивши Сілвіньйо. 2020 року з олімпійською збірною посів 2 місце на Передолімпійському турнірі КОНМЕБОЛ, що дозволило команді наступного року поїхати на Олімпійські ігри у Токіо, де бразильці здобули золоті медалі.

## Титули і досягнення
- Олімпійський чемпіон (1): 2020